# Nikkormat FT
La Nikkormat FT è una fotocamera del tipo reflex a obiettivo singolo per pellicola 35 mm prodotta dal 1965 al 1967, ed è la 'sorella minore' della  professionale Nikon F.
La FT è ideata per un uso amatoriale. Infatti non dispone del pentaprisma intercambiabile come la F, ma può montare anche essa tutte le ottiche Nikkor.
I tempi vanno da 1 secondo a 1/1000 più la posa B e vengono regolati da un barilotto sulla ghiera di innesto delle ottiche, anziché sulla calotta superiore. Sarà una delle caratteristiche più evidenti della serie FT (Nikkormat FTn, Nikkormat FT2 e  Nikkormat FT3). Solo le sorelle elettroniche (Nikkormat EL e Nikkormat ELW), hanno la classica rotellina dei tempi.
L'esposimetro è del tipo a prevalenza centrale, con un ago che segnala sovra-sotto esposizione ed esposizione corretta.